# Iosîpivka, Berezivka
Iosîpivka (în ucraineană Йосипівка) este un sat în comuna Șîreaieve din raionul Berezivka, regiunea Odesa, Ucraina.

## Demografie
Componența lingvistică a localității Iosîpivka
     Ucraineană (93,33%)
     Română (2,86%)
     Rusă (1,9%)
     Alte limbi (1,91%)
Conform recensământului din 2001, majoritatea populației localității Iosîpivka era vorbitoare de ucraineană (93,33%), existând în minoritate și vorbitori de română (2,86%) și rusă (1,9%).